# Europ Decor (equipo ciclista)
El equipo Europ Decor o Europdecor, fue un equipo ciclista belga que compitió profesionalmente entre el 1982 y el 1984.

## Corredor mejor clasificado en las Grandes Vueltas
| Año  | Giro de Italia     | Tour de Francia    | Vuelta a España |
| ---- | ------------------ | ------------------ | --------------- |
| 1982 | -                  | -                  | -               |
| 1983 | 32.º Marc Sergeant | -                  | -               |
| 1984 | -                  | 48.º Marc Sergeant | -               |

## Principales resultados
- E3 Harelbeke: Jan Bogaert (1982)
- Scheldeprijs: Jan Bogaert (1983)
- Gran Premio de Valonia: Frank Hoste (1984)
- Gran Premio Pino Cerami: Gerrie Knetemann (1984)

### A las grandes vueltas
- Vuelta a España
  - 0 participación
  - 0 victoria de etapa:

- Tour de Francia
  - 1 participación (1984)
  - 4 victoria de etapa:
    - 4 al 1984: Frank Hoste (3), Alfons De Wolf

  - 1 clasificaciones secundarias:
    - Clasificación por puntos: Frank Hoste (1984)

- Giro de Italia
  - 1 participación (1983)
  - 1 victoria de etapa:
    - 1 al 1983: Frank Hoste